# Мојно
Мојно (мкд. Мојно) је насеље у Северној Македонији, у јужном делу државе. Мојно припада општини Могила.

## Географија
Насеље Мојно је смештено у јужном делу Северне Македоније. Од најближег већег града, Битоља, насеље је удаљено 35 km североисточно.
Мојно се налази у источном делу Пелагоније, највеће висоравни Северне Македоније. Насељски атар је на западу равничарски, док се на истоку издиже Селечка планина. Надморска висина насеља је приближно 710 метара.
Клима у насељу је континентална.

## Становништво
Мојно је према последњем попису из 2002. године имало 71 становника.
Претежно становништво по последњем попису су етнички Македонци (100%).
Већинска вероисповест је православље.